# Lispothrips birdi
Lispothrips birdi är en insektsart som beskrevs av Dudley Moulton 1929. Lispothrips birdi ingår i släktet Lispothrips och familjen rörtripsar. Inga underarter finns listade i Catalogue of Life.